# Ošini po prašini
Ošini po prašini jedanaesti je album Željka Bebeka. Sadrži deset pjesama od kojih su uspješnice naslovna pjesma, „Malo je od mene ostalo” i „A ja sam te ludo voilo”. Objavljen je 2000. godine, u izdanju naklada Tutico i Menart.
Nakon ovoga albuma slijedi diskografska stanka do 2012. godine.

## Album
Na albumu su surađivali Daniel Popović (aranžmani, klavijature, gitara), Ante Gelo i Tihomir Preradović. Album je sniman u Velikoj Gorici i Zagrebu.
Uslijedili su spotovi za naslovnu pjesmu i „Malo je od mene ostalo”.